# 인공 젖꼭지
인공 젖꼭지, 줄여서 젖꼭지, 쪽쪽이, 공갈 젖꼭지는 아기들의 장난감으로, 빠는 용도로 사용된다.
적절한 사용은 육아에 도움을 기대할 수 있다. 
공갈 젖꼭지를 사용하면 손가락 빠는 것을 줄일 수 있고 영아산통을 경감시키기도 하고 정서적으로 약간의 안정을 주기도 한다. 
최근에는 영아돌연사를 줄일 수 있다는 의학적인 데이터가 나오면서 공갈 젖꼭지 사용에 대해서 조금 더 긍정적으로 보는 견해가 늘고 있다.

## 같이 보기
- 이행 대상